# Albino United Football Club
Albino United FC es un equipo de fútbol tanzano formado mayoritariamente por futbolistas albinos que se ha convertido en un fenómeno nacional.

## Antecedentes
La superstición creada alrededor de los africanos albinos se ha traducido históricamente en persecuciones hacia este grupo social. En un país como Tanzania, donde el 60% de la población cree en la brujería, sus extremidades, huesos, genitales y pelo son altamente cotizados por los hechiceros ya que persiste la creencia de que las pócimas con estos elementos corporales son más efectivas, llegando a pagarse cantidades de miles de dólares por partes humanas de personas albinas –se habla de hasta 75 mil por un cuerpo entero-. Esto, a corto plazo, ha significado la creación de un gran y desgraciado negocio llevado a cabo por traficantes.

## Fundación
Ante la necesidad de dar refugio a los albinos tanzanos, los hermanos John y Óscar Haule fundaron en 2008 el club de fútbol Albino United. En sus inicios entrenaban en terrenos desiertos y polvorientos con porterías hechas de palos, cuerdas y ramas y la mayoría de los integrantes no tenían calzado reglamentario. En su primera temporada consiguieron disputar únicamente partidos amistosos.

## Historia
La convicción casi generalizada en ciertos países africanos de que los negros albinos no son humanos, considerándolos fantasmas, demonios o espíritus significa la persecución, mutilación y/o asesinato de estos, favoreciendo un mercado clandestino de tráfico de partes humanas y de brujería basada en crear pócimas que contengan elementos corporales de esta colectividad.
La falta de pigmentación hace que esta comunidad sea propensa a las enfermedades: el 80% posee cáncer y la esperanza de vida es raro que supere los 30 años.
El objetivo de la creación de este club de fútbol no era formar un equipo competente –a lo que a nivel deportivo y económico se refiere- sino servir de refugio a los negros albinos. Había que demostrar a quien pensaban –y desgraciadamente piensan- lo contrario que son humanos y que su aspecto no significa nada más allá de las consecuencias de la hipopigmentación.
Los comienzos no suelen ser fáciles. John Haule, un hombre de piel negra, cofundador y entrenador del equipo fue el primero en creer que la situación a la que estaban expuestos podía tornar a mejor: el balón podía ser un pretexto para dignificar a la comunidad albina. Después de un año disputando amistosos, el equipo consiguió el permiso para jugar en la tercera división e incluso adquirió un patrocinio privado para hacer giras por algunos poblados. Esto, como se preveía, desembocó en una manifestación de insultos, mofas, desprecio. Pero las cosas cambiarían. El Albino United comenzó a ganar partidos y los rivales derrotados empezaron a cuestionarse si realmente había tanta diferencia entre ambos.
La primera temporada en la tercera división terminaron en un meritorio cuarto puesto, y aunque el campeonato no tuviera apenas trascendencia a nivel deportivo, esta hazaña sirvió para catapultar a la fama al equipo y llevar su dramática historia fuera de las fronteras africanas.

## Peligros
Los integrantes de este llamativo equipo africano saben que se enfrentan a una serie de obstáculos por lo que procuran mantenerse siempre juntos y conocen que cualquier precaución tomada puede resultar corta. En ocasiones, el autocar donde viajaban a una ciudad donde disputaban un encuentro de liga tuvo que ser escoltado: los traficantes saben el valor que tienen en el mercado y los vigilan, investigan y concretan el mejor momento para “cazarlos”.

## Reconocimientos
En 2010 fueron invitados por la FIFA al Mundial de Sudáfrica, teniendo la oportunidad de conocer al delantero marfileño Didier Drogba, uno de los futbolistas de mayor nivel y prestigio del continente por aquel entonces. El combinado albino disputó incluso un partido frente a la selección de Costa de Marfil, imponiéndose esta última por un gol a cero aunque el resultado era lo menos importante del encuentro ya que el partido en sí significó la mayor victoria del fútbol tanzano.
Acto seguido, la Fundación Real Madrid apoyó la causa y el club blanco dio rienda suelta a un programa dentro del proyecto África con los jóvenes albinos de Tanzania.

## Legislación
No ha sido hasta enero de 2015 cuando el Gobierno tanzano condenó la brujería y más de 300 curanderos fueron juzgados gracias a la lucha de Ernest Kimaya, político albino presidente la comunidad albina de Tanzania.